# Shikokuconocephalopsis shimantoensis
Shikokuconocephalopsis shimantoensis är en insektsart som beskrevs av Befu och Yukoh Murai 1999. Shikokuconocephalopsis shimantoensis ingår i släktet Shikokuconocephalopsis och familjen vårtbitare. Inga underarter finns listade i Catalogue of Life.